# Six Mile Creek Waterfall
Der Six Mile Creek ist ein Wasserfall im Gebiet der Ortschaft Six Mile südlich von Murchison im Tasman District auf der Südinsel Neuseelands. Er liegt im Lauf des Six Mile Creek, der einige hundert Meter hinter dem Wasserfall in westlicher Fließrichtung in den Mātakitaki River mündet. Seine Fallhöhe beträgt rund 5 Meter.
Von Murchison aus befindet sich nach 9,5 km an der Makatikaki Road ein Parkplatz, von dem ein Wanderweg in etwa 30 Minuten zum Wasserfall führt.